# トマス・カリュー (1718-1793)
トマス・カリュー（英語: Thomas Carew、1718年8月11日 – 1793年6月5日）は、アイルランド王国の政治家。1761年から1768年までアイルランド庶民院議員を務めた。

## 生涯
ロバート・カリュー（1681年 – 1721年9月、ロバート・カリューの息子）と妻エリザベス（Elizabeth、旧姓シャップランド（Shapland）、1765年ごろ没、ジョン・シャップランドの娘）の三男として、1718年8月11日にコークで生まれた。1749年10月17日、ダブリン大学トリニティ・カレッジに入学した。
1742年、ウォーターフォード県長官を務めた。
1761年から1768年までダンガーヴァン選挙区の代表としてアイルランド庶民院議員を務めた。
1793年6月5日に死去、長男ロバート・トマスが遺産を継承した。

## 家族
イライザ・リッカーダ・メイ（Eliza Rickarda May、ジェームズ・メイの娘）と結婚して、3男2女をもうけた。
- ロバート・トマス（1747年5月22日 – 1834年4月11日） - アイルランド庶民院議員。1771年7月4日、フランシス・ボイス（Frances Boyse、トマス・ボイスの娘）と結婚、子供あり[5]
- ジョン・マットロー（John Mutlow） - ジョーンズ氏（Jones）と結婚[5]
- ポンソンビー（Ponsonby） - ジャイルズ氏（Giles）と結婚[5]
- エリザベス - リチャード・チャートレス（Richard Chartres）と結婚[5]
- レティシア - ジョン・ケネディ（John Kennedy）と結婚[5]